# 法國郵政編碼

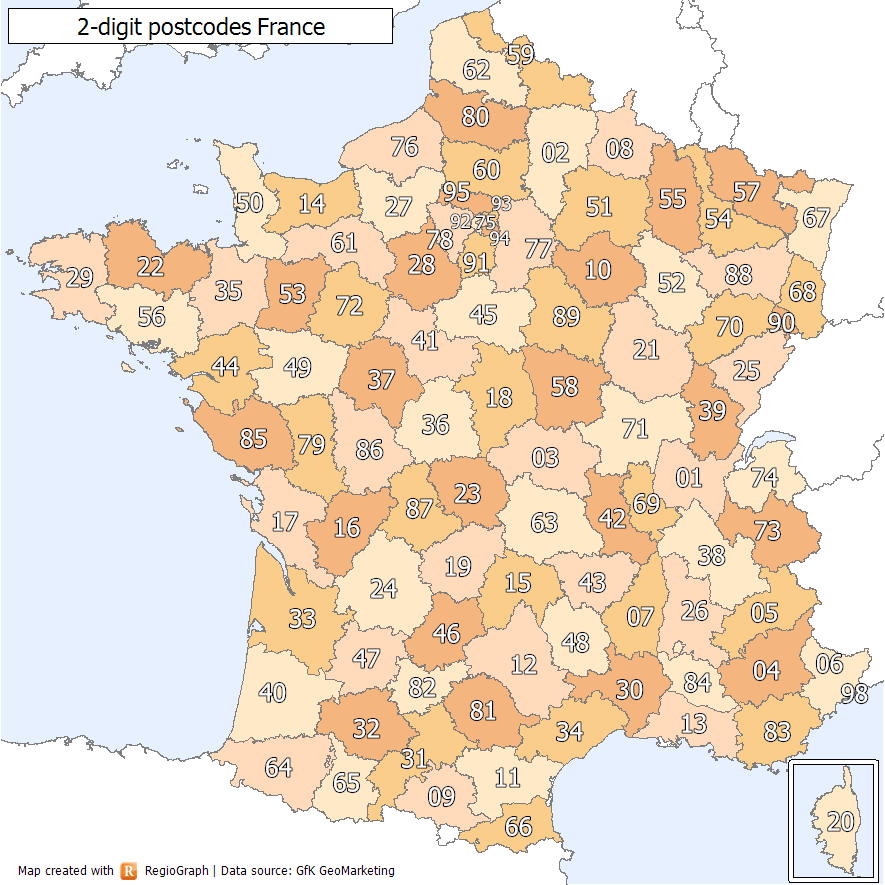
各省份的郵政編碼

法國郵政編碼於法國郵政在1964年引入光學字符識別系統時首次使用，並於1972年增加到五位數字。頭兩個數字用以區分所屬省份，尾三個數字則用作更詳情的劃分。

## 外部連結
- Les Codes Postaux et CEDEX （页面存档备份，存于）（法文）
- Find a French postcode （页面存档备份，存于）（法文）